# Гильдия немецкого артхаус-кинематографа
Гильдия немецкого артхаус-кинематографа (нем. Gilde deutscher Filmkunsttheater) — объединение, созданное в Германии для популяризации некоммерческого кино, независимого от сиюминутных политических и экономических интересов различных групп и корпораций. Настоящий статус приобрела в 2003 году слиянием Гильдии немецкого артхауса (нем. Gilde deutscher Filmkunsttheater, действовала с 1953 года) и объединения Ассоциация Кино (нем. Arbeitsgemeinschaft Kino, действовало с 1972 года). 
К началу 2007 года включала почти 300 кинопрокатных организаций и более 500 кинотеатров. Основную просветительскую деятельеность осуществляет через собственный сайт. Гильдия немецкого артхауса (позже — Гильдия немецкого артхаус-кинематографа) учредила и ежегодно вручает золотую (с 1978 года) и серебряную (С 1980 по 2004 год) премию лучшему немецкому и иностранному фильму, удовлетворяющему соответствующим критериям некоммерческого кино. С 2004 года серебряная премия отменена, но введена номинация документального кино.

## Список (избранный) призёров по годам

### Фильмы Германии
- 1978 год — Маркиза фон О / нем. Die Marquise von O.
- 1981 год — Войцек / нем. Woyzeck (золото)
- 1984 год — Фицкаральдо / нем. Fitzcarraldo (серебро)
- 1986 год — Париж, Техас / нем. Paris, Texas (золото)

Полковник Рёдль / нем. Oberst Redl (серебро)
- 1989 год — Небо над Берлином / нем. Der Himmel über Berlin (золото)
- 1992 год — Когда наступит конец света / нем. Bis ans Ende der Welt (золото)

Путешественник / нем. Homo Faber (серебро)
- 1994 год — Дом духов / нем. Das Geisterhaus (золото)
- 1999 год — Беги, Лола, беги / нем. Lola rennt (золото)

Эйми и Ягуар / нем. Aimée und Jaguar (серебро)
- 2001 год — Принцесса и воин / нем. Der Krieger und die Kaiserin (золото)
- 2002 год — Рай / нем. Heaven (золото)

Нигде в Африке / нем. Nirgendwo in Afrika (серебро)
- 2003 год — Гуд бай, Ленин! / нем. Good Bye, Lenin! (золото)
- 2004 год — Головой о стену / нем. Gegen die Wand (золото)
- 2006 год — Жизнь других / нем. Das Leben der Anderen
- 2006 год — Белая лента / нем. Das weiße Band

### Фильмы других стран
- 1978 год — Барри Линдон / англ. Barry Lyndon
- 1979 год — Энни Холл / англ. Annie Hall
- 1980 год — Кружевница / англ. La Dentellière (золото)

Возвращение домой / англ. Coming Home (серебро)
- 1981 год — Манхэттен / англ. Manhattan (золото)
- 1983 год — Мефисто / англ. Mephisto (золото)

Бешеный бык / англ. Raging Bull (серебро)
- 1984 год — Огненные колесницы / англ. Chariots of Fire (золото)

Соседка / фр. La Femme d’à côté (серебро)
- 1986 год — Поля смерти / англ. The Killing Fields (золото)

Амадей / англ. Amadeus (серебро)
- 1987 год — Честь семьи Прицци / англ. Prizzi's Honor (золото)

Из Африки / англ. Out of Africa (серебро)
- 1988 год — Дети меньшего бога / англ. Children Of A Lesser God (золото)

Комната с видом / англ. A Room with a View (серебро)
- 1989 год — До свидания, дети / фр. Au revoir les enfants (золото)

Последний император / англ. The Last Emperor (серебро)
- 1990 год — Опасные связи / англ. Dangerous Liaisons (золото)

Медведь / фр. L' Ours (серебро)
- 1991 год — Общество мёртвых поэтов / англ. Dead Poets Society (золото)

Моя левая нога / англ. My Left Foot (серебро)
- 1992 год — Танцующий с волками / англ. Dances With Wolves (золото)

Сирано де Бержерак / фр. Cyrano De Bergerac (серебро)
- 1993 год — Говардс-Энд / англ. Howards End (золото)

Деликатесы / фр. Delicatessen (серебро)
- 1994 год — Три цвета: Синий / фр. Trois Couleurs: Bleu (золото)

Много шума из ничего / англ. Much Ado About Nothing (серебро)
- 1995 год — Четыре свадьбы и одни похороны / англ. Four Weddings and a Funeral (золото)

Что гложет Гилберта Грэйпа / англ. What's Eating Gilbert Grape (серебро)
- 1996 год — Почтальон / итал. Il Postino (золото)

Разум и чувства / англ. Sense and Sensibility (серебро)
- 1998 год — Семь лет в Тибете / англ. Seven Years in Tibet (золото)

Дело — труба / англ. Brassed Off (серебро)
- 1999 год — Жизнь прекрасна / итал. La vita è bella (золото)

Елизавета / англ. Elizabeth (серебро)